# Синояма, Кисин
Кисин Синояма (яп. 篠山 紀信; 3 декабря 1940[…], Yodobashi-ku — 4 января 2024, Токио) — японский фотограф.
В 1961—1963 гг. изучал фотографию в Университете Нихон. Затем несколько лет работал для рекламного агентства, с 1968 г. свободный фотограф. В 1970 году Синояма был отмечен как «Фотограф года» японской ассоциацией фотографов. Международное признание принесла ему серия фотографий сделанных в «Доме татуировки» в Йокогаме в 1974 году.
Известен преимущественно многочисленными альбомами и сериями фотографий, изображающих обнажённых и полуобнажённых девушек. Среди наиболее известных работ Синоямы — альбом «Санта Фе» (1991), принёсший знаменитость юной фотомодели Риэ Миядзава.
Кроме того, Синояме принадлежит фотография Джона Леннона и Йоко Оно на обложке последнего прижизненного альбома Леннона Double Fantasy (1980). Многочисленные другие фотографии двух звёзд, снятые Синоямой одновременно с нею, были впервые показаны на выставке в Токио в 2010 году, а в 2015 году изданы отдельным альбомом в издательстве Taschen.
В 2010 году Синояма был подвергнут судебному разбирательству и в итоге оштрафован на 300 000 иен за фотосъёмку обнажённых девушек, одной из которых была модель и актриса Саори Хара, на знаменитом токийском кладбище в квартале Аояма.
Женат на певице Саори Минами, популярной в Японии в 1970-е годы.
Скончался 4 января 2024 года на 84-м году жизни.